# Vest-Izol
Vest-Izol byla firma podnikající v letech 1994 až 2006 v oboru automobilového průmyslu v Nových Zákupech na Českolipsku. Její areál i výrobní program zde převzala česká pobočka mezinárodní firmy IAC. 

## Historie
Jako společnost s ručením omezením se zaregistrovala u rejstříkového soudu v Ústí nad Labem dne 22. března 1994. V roce 1995 ji koupila německá firma Stankiewicz GmbH, patřící mezinárodnímu koncernu Phoenix A.G. V té době zde bylo zaměstnáno 18 lidí.
Později se přeregistrovala na akciovou společnost VEST-IZOL a.s. a propojila s firmou Stuttgartia Shelf z Prahy. Ředitelem novozákupské firmy byl Ing. Heinrich Heuchel.
V roce 2004 firma zaměstnávala 270 lidí a avizovala rozšíření výroby 2,5krát, postavení nových výrobních hal i administrativní budovu, zaměstnat dalších 100 pracovníků. Kolem těchto záměrů vznikly v Zákupech diskuse příznivců i odpůrců. Příčinou byla obava z přetížení místních ulic. 
V roce 2008 firma odkoupila od města Zákupy další pozemky kolem stávajícího areálu.

## Předmět podnikání
V továrně se vyráběly zvukově izolační díly pro automobilový průmysl. Pro výrobu se využívaly také upravené, recyklované odpady. V roce 2004 firma uváděla vývoz do řady států v Evropě, Asii a Americe. Výrobky byly použity v autech značek Audi, BMW, VW Golf, Škoda Oktavia, Seat Toledo  a další. Firma získala certifikáty jakosti ISO TS 16949 a ISO 14001. 

## Nástupce
Dne 1. prosince 2006 byla firma Krajským soudem v Ústí nad Labem úředně zrušena bez likvidace. Účetní hodnota byla uvedena v částce 46 000 000 Kč.
Celý areál i výrobu a většinu z 400 zaměstnanců převzala bez přerušení výroby nadnárodní firma IAC Group Czech, která se v Česku zaregistrovala na sklonku roku 2006. Její pobočka v Nových Zákupech má stejnou adresu, jako předchozí Vest-Izol, Nové Zákupy 528, 47123 Zákupy. Zůstal zde i původní ředitel Heinrich Heuchel.